# Hyundai Rotem
Die Hyundai Rotem Company ist ein südkoreanischer Hersteller von Schienenfahrzeugen, Kampfpanzern sowie Produktionsanlagen. Das Unternehmen produziert Straßen- und Stadtbahnen, Hochgeschwindigkeitszüge, Dieseltriebzüge, Elektrotriebzüge, U-Bahn-Wagen, Elektrolokomotiven, dieselelektrische Lokomotiven und Triebwagen.  
Das Unternehmen ist eine Tochtergesellschaft der Hyundai Kia Automotive Group und hat seinen Unternehmenssitz im Bezirk Seocho-gu der Hauptstadt Seoul. Bedingt durch das Produktprogramm werden überwiegend öffentliche bzw. militärische Auftraggeber beliefert. Im Jahr 2009 beschäftigte das Unternehmen 3.800 Mitarbeiter, davon 700 in der Forschung und Entwicklung.

## Geschichte
Das Unternehmen entstand 1999 durch Fusion der Schienenfahrzeugaktivitäten der Hanjin Heavy Industries, Daewoo Heavy Industries sowie Hyundai Precision & Industries unter dem Namen KOROS (Korea Rolling Stock Corporation). Im Jahr 2002 wurde der Name in Rotem Company geändert und seit 2007 firmiert das Unternehmen als Hyundai Rotem Company. Mit dem Verkauf von Schienenfahrzeugen generierte Hyundai Rotem im Jahr 2010 1,08 Milliarden Euro Umsatz und gehörte damit zu den zehn größten Herstellern der Welt in diesem Bereich. Das Unternehmen produzierte U-Bahnen für Hongkong und Neu Delhi sowie Schnellzüge für den heimischen Markt in Südkorea.

## Modellübersicht

### Schienenfahrzeuge

#### Straßenbahn
Seit den 2010er Jahren ist Hyundai im Bau von Straßenbahnfahrzeugen tätig. Die bislang gefertigten Fahrzeugtypen sind niederflurige Multigelenkwagen und Gelenkwagen mit aufgesattelten Endwagen bzw. Mischformen dieser beiden Bauformen. Die Entwicklungen „Wasserstoffelektrische Straßenbahn Hyundai Rotem“ (mit Brennstoffzellenantrieb) sowie „Oberleitungslose Straßenbahn Hyundai Rotem“ (Akkumulatortriebwagen) sind für in Südkorea neu anzulegende Straßenbahnnetze konzipiert.
| Bild                                             | Modell                                           | Produktions- start | Produktions- ende | Bemerkung |
| ------------------------------------------------ | ------------------------------------------------ | ------------------ | ----------------- | --- |
| Oberleitungslose Straßenbahn Hyundai Rotem       | Oberleitungslose Straßenbahn Hyundai Rotem       | 2010               | 2010              | 1 Prototyp |
|                                                  | ohne Bezeichnung (Multigelenkwagen)              | 2016               | 2017              | 56 fünfteilige Zweirichtungswagen (38 für Straßenbahn Izmir, 18 für Straßenbahn Antalya), gebaut vom Joint Venture Hyundai Eurotem mit Tüvasaş |
| Wasserstoffelektrische Straßenbahn Hyundai Rotem | Wasserstoffelektrische Straßenbahn Hyundai Rotem | 2021               |                   | 2 verschiedene Prototypen; Bestellung von 34 Fahrzeugen für Straßenbahnprojekt in Daejeon                                                      |
|                                                  | Hyundai 140N                                     | 2021               | 2023              | 85 fünfteilige Zweirichtungswagen für Straßenbahn Warschau                                                                                     |
|                                                  | Hyundai 141N                                     | 2021               | 2023              | 18 fünfteilige Einrichtungswagen für Straßenbahn Warschau                                                                                      |
|                                                  | Hyundai 142N                                     | 2021               | 2023              | 20 dreiteilige Einrichtungswagen für Straßenbahn Warschau                                                                                      |
|                                                  | ohne Bezeichnung (Multigelenkwagen)              | 2025               |                   | 46 siebenteilige Zweirichtungswagen für Stadtbahn Edmonton (Niederflurnetz)                                                                    |

#### Hochgeschwindigkeitszüge
Mit der Eigenentwicklung KTX-II beteiligt sich Hyundai Rotem an Ausschreibungen für den Bau von Hochgeschwindigkeitszügen in Brasilien sowie dem US-Bundesstaat Kalifornien. Da bereits Geschäftsbeziehungen zur Southern California Rail Authority bestehen und sich der Nordamerikasitz von Hyundai Motors in Kalifornien befindet, gilt Hyundai Rotem dort als aussichtsreicher Bieter.
| Bild                 | Modell                            | Produktions- start                                    | Produktions- ende | Bemerkung |
| -------------------- | --------------------------------- | ----------------------------------------------------- | ----------------- | --- |
| Hyundai Rotem KTX-I  | Alstom/Rotem KTX-I                | 2002                                                  | 2003              | Bau von 34 Einheiten eines auf dem TGV Atlantique basierenden Hochgeschwindigkeitszugs für Korail. Zwölf weitere Einheiten wurden vom Lizenzgeber Alstom in Frankreich hergestellt.                            |
|                      | Hyundai Rotem Hanvit 350          | 2002                                                  | 2008              | Prototyp eine Hochgeschwindigkeitszugs, der die Basis für den KTX-II bildete. |
| Hyundai Rotem KTX-II | Hyundai Rotem KTX-II              | 2010                                                  |                   | Für 350 km/h Spitzengeschwindigkeit ausgelegter Hochgeschwindigkeitszug mit überwiegend südkoreanischer Technik. Wird vom Betreiber Korail nach einer einheimischen Lachsart auch als KTX-Sancheon bezeichnet. |
|                      | Hyundai Rotem HEMU-400X           | 2011                                                  |                   | In Bau befindlicher Prototyp für den geplanten Hochgeschwindigkeitszug KTX-III, der ab 2011 erprobt werden soll.                                                                                               |
|                      | Hyundai Rotem KTX-III (HEMU-430x) | war für 2015 geplant, Präsentation auf InnoTrans 2018 |                   | Hochgeschwindigkeitszug mit verteiltem Antrieb. |

#### Lokomotiven
| Bild                       | Modell                     | Produktions- start | Produktions- ende | Bemerkung                                                               |
| -------------------------- | -------------------------- | ------------------ | ----------------- | ----------------------------------------------------------------------- |
| Hyundai Rotem DL7400-Serie | Hyundai Rotem DL7400-Serie | 2000               |                   | Lizenz Electro-Motive Diesel, ehemals General Motors                    |
| Hyundai Rotem Klasse 8100  | Korail-Baureihe 8100       | 1999               |                   | Lizenz Siemens Transportation Systems, zwei Prototypen zu Baureihe 8200 |
| Hyundai Rotem Klasse 8200  | Korail-Baureihe 8200       | 2003               | 2008              | Lizenz Siemens Transportation Systems                                   |
| Hyundai Rotem Klasse 8500  | Korail-Baureihe 8500       | 2012               | 2014              | Kooperation mit Toshiba                                                 |
| TCDD-Baureihe E 68000      | TCDD-Baureihe E 68000      | 2013               | 2015              |                                                                         |
|                            | Korail-Baureihe 7600       | 2014               |                   | Lizenz GE Transportation Systems, GE PowerHaul PH37ACi                  |

#### Triebzüge
Hyundai Rotem stellt Triebzüge mit Elektro- und Dieselantrieb her. 
| Bild                             | Modell                           | Produktions- start | Produktions- ende | Bemerkung |
| -------------------------------- | -------------------------------- | ------------------ | ----------------- | --- |
| Korail Class 311000              | Korail Class 311000              | 1999               |                   | Hauptsächlich im Großraum Seoul im Pendlerverkehr eingesetzter Zug der Korail, von dem seit 1999 mehrere Serien gebaut wurden und noch gebaut werden.                                                                                      |
| Korail Class 319000              | Korail Class 319000              | 2006               |                   | |
| Korail Class 341000              | Korail Class 341000              | 1999               |                   | |
| Korail Class 351000              | Korail Class 351000              | 2003               |                   | |
| Seoul Metro 2000 series          | Seoul Metro 2000 series          | 2005               |                   | |
| Seoul Metro 3000 series          | Seoul Metro 3000 series          | 2009               |                   | |
| Seoul Metro 4000 series          | Seoul Metro 4000 series          | 2018               |                   | |
| AREX Serie 2000                  | AREX Serie 2000                  | 2006               |                   | AREX-Züge für die Flughafenstrecke Seoul Station – Flughafen Gimpo – Flughafen Incheon. Die Serie 1000 ist als Expresszug mit einer 2+2 Bestuhlung ausgestattet, die Serie 2000 entspricht mit Bänken entlang den Wänden einem Vorortzug.  |
| IE-Baureihe 22000                | IE-Baureihe 22000                | 2007               |                   | Gemeinsam mit dem Hauptauftragnehmer Mitsui und der Tokyu Car Corporation erstellter Dieseltriebzug für Breitspur 1600 mm. Die Züge werden von Iarnród Éireann (IE, Irish Rail) als Intercity und auf längeren Pendlerstrecken eingesetzt. |
| Bombardier Phase I               | Bombardier Phase I               | 2002               | 2006              | Auftrag Bombardier |
| Bombardier Phase II              | Bombardier Phase II              | 2006               | 2010              | Auftrag Bombardier |
|                                  | Hyundai Rotem Adana Metro        | 2010               |                   | Metro Adana (Türkei) |
| Hyundai Rotem Canada Line        | Hyundai Rotem Canada Line        | 2005               | 2009              | Canada Line |
|                                  | Hyundai Rotem CCR ViaQuatro      | 2010               |                   | Metrô São Paulo, Linie 4 (Brasilien) |
| MTR Rotem TKE-C-Serie            | MTR Rotem TKE-C-Serie            | 2002               | 2010              | Auftrag Mass Transit Railway (MTR, Hongkong) |
|                                  | MRT Rotem YL                     | 2007               |                   | Mass Rapid Transit Manila (Philippinen) |
| PNR Rotem Sucat Commuter Express | PNR Rotem Sucat Commuter Express | 2009               |                   | Philippine National Railways (PNR) |
|                                  | TUE Rotem Série 2000             | 1999               | 2006              | SuperVia (Brasilien) |
|                                  | UZ-Baureihe HRCS2                | 2011               | 2012              | Ukrsalisnyzja (Ukraine) |
|                                  | Silverliner V                    | 2009               | 2016              | SEPTA (USA) |
|                                  | DMU-5                            | 2006               |                   | Chemins de fer Syriens (Syrien) |
|                                  | FP/FT                            | 2008               | 2016              | Arbeitsgemeinschaft mit Mitsui Group für Tranz Metro (Neuseeland) |
|                                  | HR5000                           |                    | 2028              | Los Angeles Metro Rail (USA) |
|                                  | MTR Hyundai Rotem EMU            | 2014               | 2022              | Auftrag Mass Transit Railway (MTR, Hongkong) |
|                                  | New South Wales Reihe D          | 2019               |                   | Für den Vorortverkehr um Sydney durch Sydney Trains (Australien) |
|                                  | Rotem 4                          | 2006               |                   | Eisenbahngesellschaft der Islamischen Republik Iran |
|                                  | TCDD DM15000                     | 2006               | 2008              | Auftrag Türkiye Cumhuriyeti Devlet Demiryolları, gebaut bei EUROTEM |
|                                  | TCDD E23000                      | 2009               | 2010              | Auftrag Türkiye Cumhuriyeti Devlet Demiryolları, gebaut bei EUROTEM |
|                                  | TCDD E32000                      | 2011               |                   | Auftrag Türkiye Cumhuriyeti Devlet Demiryolları, gebaut bei EUROTEM |
|                                  | İZBAN E22100                     | 2012               | 2015              | Auftrag İZBAN |
|                                  |                                  |                    |                   | M2 (Metro Istanbul), gebaut bei EUROTEM |

#### Doppelstockwagen
Hyundai Rotem stellt Doppelstockwagen für den Regionalverkehr her. 
| Bild | Modell                     | Produktions- start | Produktions- ende | Bemerkung                |
| ---- | -------------------------- | ------------------ | ----------------- | ------------------------ |
|      | Rotem Commuter Cars BTC-4D | 2012               | 2014              | MBTA Commuter Rail (USA) |
|      | Rotem Commuter Cars CTC-5  | 2012               | 2014              | MBTA Commuter Rail (USA) |
|      | Rotem Commuter Cars BTC-4D | 2010               | 2013              | Metrolink (USA)          |
|      | Rotem Commuter Cars CTC-5  | 2010               | 2013              | Metrolink (USA)          |
|      | Rotem Commuter Cars BTC-4D | 2010               |                   | Tri-Rail (USA)           |
|      | Rotem Commuter Cars CTC-5  | 2010               |                   | Tri-Rail (USA)           |

### Kampfpanzer
| Bild                            | Modell                          | Produktions- start |
| ------------------------------- | ------------------------------- | ------------------ |
| Hyundai Rotem K1 Typ 88         | Hyundai Rotem K1 Typ 88         | 1999               |
| Hyundai Rotem XK2 Black Panther | Hyundai Rotem XK2 Black Panther | 2006               |